# Euro Truck Simulator
Euro Truck Simulator (conocido como Big Rig Europa en Norteamérica) es un juego de simulación de camiones del año 2008 desarrollado y publicado por SCS Software, ambientado en Europa. El jugador puede conducir en una representación de Europa, visitando sus ciudades, recogiendo una variedad de cargas y entregarlas. Más de 300.000 copias del juego se han vendido en Europa. Su seguimiento, Euro Truck Simulator 2, fue lanzado en 2012.

## Jugabilidad
El jugador puede transportar material de una ciudad a otra, mejorar su camión, visitar las ciudades, etc. Los jugadores eligen su país de salida tales como Austria, Reino Unido (solo en la versión 1.2 y 1.3), Bélgica, República Checa, Italia, Francia, Alemania, Países Bajos, Polonia, España, Portugal, o Suiza. A continuación escogerá su primer camión a comprar en la oficina de compra-venta de camiones con un precio máximo de 100.000 €. No será posible comprar cualquier camión, ya que el dinero inicial solo permite comprar modelos de clase C (sí que podrá hacerlo cuando se tenga más dinero, donde se venderá el camión actual para comprar uno de nuevo).
Después el jugador podrá encontrar trabajos mediante empresas ficticias para transportar carga y así ganar dinero, que podrá gastar mejorando su camión, repostando cuando sea necesario, pagar multas si es el caso de infracciones o violación de las normas de tráfico, comprar acceso a otros países para expandir sus negocios, o conseguir una licencia para el transporte de mercancías peligrosas (Acuerdo ADR).

## Camiones
El juego presenta modelos de camiones europeos con instrumentos de trabajo tales como indicadores de parpadeo, luces de advertencia de baja temperatura y combustible, limpiaparabrisas y medidores. Los camiones incluidos son el Mercedes-Benz Actros (conocido como Majestic), el Renault Magnum (conocido como Runner), el Scania LPGRS-range (conocido como Swift) y el Volvo FH (conocido como Valiant).
Hay disponibles varios modelos de cabinas, cada uno con tres clases (A, B o C), todos ellos con un grado elevado de realismo y detalle, con indicadores de velocidad, RPM, cantidad de combustible, indicadores de temperatura, etc. También es posible cambiar marchas, accionar luces largas o cortas, limpiaparabrisas, distintos tipos de frenado, intermitentes, modo de crucero, etc.
De vez en cuando tendremos que llevarlos al taller, para reparar o afinar piezas para mejorar su rendimiento o incluso cambiar el color de la carrocería.
| Camión y clase   | Basado en                    | Motor                             | Velocidades | Tanque de combustible | Precio   |
| ---------------- | ---------------------------- | --------------------------------- | ----------- | --------------------- | -------- |
| Runner A Class   | Renault Magnum Premium 2006  | 368 kW (500 cv) 2450 Nm, V6 12.8l | 14          | 950                   | 174,900€ |
| Runner B Class   | Renault Magnum Radiance 2009 | 339 kW (460 cv) 2300 Nm, V6 12.8l | 12          | 800                   | 117,900€ |
| Runner C Class   | Renault Magnum 2000          | 302 kW (410 cv) 1900 Nm, V6 10.8l | 9           | 600                   | 94,800€  |
| Majestic A Class | Mercedes Actros 2008         | 425 kW (578 cv) 2700 Nm, V8 16l   | 14          | 850                   | 176,900€ |
| Majestic B Class | Mercedes Actros mspace       | 370 kW (503 cv) 2400 Nm, V8 16l   | 12          | 650                   | 124,500€ |
| Majestic C Class | Mercedes Axor 2010           | 320 kW (435 cv) 2100 Nm, V6 12l   | 9           | 590                   | 97,800€  |
| Swift A Class    | Scania R630                  | 456 kW (620 cv) 3000 Nm, V8 16l   | 14          | 900                   | 170,900€ |
| Swift B Class    | Scania R560                  | 412 kW (560 cv) 2700 Nm, V8 16l   | 12          | 700                   | 125,100€ |
| Swift C Class    | Scania R470                  | 345 kW (470 cv) 2200 Nm, V6 12l   | 9           | 650                   | 95,700€  |
| Valiant A Class  | Volvo FH16                   | 485 kW (650 cv) 3100 Nm, V8 16l   | 14          | 890                   | 182,900€ |
| Valiant B Class  | Volvo FH12                   | 426 kW (580 cv) 2800 Nm, V6 16l   | 12          | 650                   | 128,300€ |
| Valiant C Class  | Volvo FH12                   | 353 kW (480 cv) 2400 Nm, V6 12.8l | 9           | 600                   | 96,500€  |

## Mods
Los mods pueden ser utilizados para cambiar el escenario del juego, por ejemplo: agregar más ciudades, cambiar la interfaz del camión u otros apartados. Para demostrar las fascinantes creaciones que son posibles de hacer, un usuario ha recreado la República Argentina, la Brasileña y próximamente se diseñará la versión venezolana. Países que no tienen relación con el continente europeo y a mediados del 2016 se producirá el mods colombiano y peruano.
También se tiene pensado próximamente poner las Islas Canarias y añadir la famosa isla de San Borondón.
Los Mods para este juego no se pueden conseguir actualmente

## Lanzamiento
La versión 1.0 del juego se envió a las tiendas en Alemania el 6 de agosto de 2008. La fecha de lanzamiento de esta versión en Polonia fue el 20 de agosto y en el Reino Unido, el 29 de agosto.
La versión 1.3, con compatibilidad mejorada con DirectX, fue lanzada en el Reino Unido en CD por Excalibur Publishing y como una descarga en línea, pero no está disponible en CD de las respectivas editoriales de otros países. Esta versión se amplió para incluir el Reino Unido (ciudades de Londres, Mánchester y Newcastle), un ferry Dover-Calais y más carreteras en Alemania y Polonia.

## Desarrollos similares
- German Truck Simulator (sitio web oficial)
- UK Truck Simulator (sitio web oficial)

- Datos: Q1648331